# Superterrane hunnique

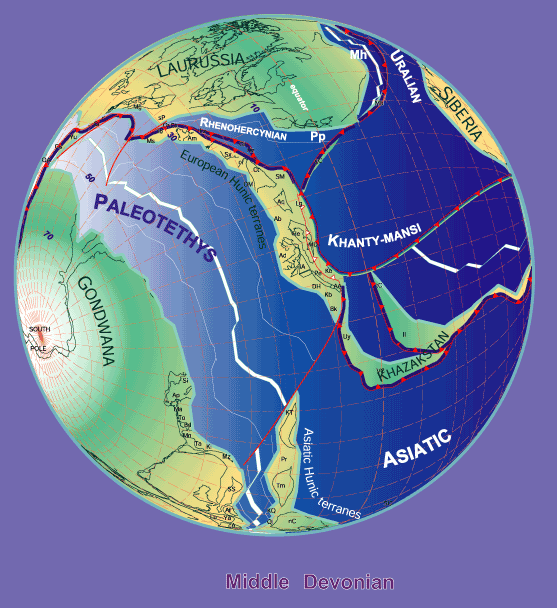
Reconstruction paléogéographique des plaques tectoniques à l'époque du Dévonien moyen, il y a 380 millions d'années. Emplacement des superterranes hunniques entre Laurussia au nord et Gondwana au sud.

Le superterrane hunnique est un terrane, soit un ancien microcontinent désormais soudé à l’Europe et à l'Asie. Il s'est séparé à la fin de l'Ordovicien/début du Silurien du Gondwana pour s’agréger au début du Carbonifère (Mississippien) à la Laurasie lors de l'orogenèse varisque.
C’était un terrane, séparé par un rift du Gondwana, et déplacé sur la plaque océanique, avant que par subduction il s’agrège à la Laurasie.
Il n'y avait sûrement pas un seul continent, mais deux groupes plus importants de blocs continentaux : les terranes hunniques européens et asiatiques, voire un groupe de fragments continentaux (blocs crustaux),.

## Histoire
Le terme superterrane hunnique a été développé par un groupe d'auteurs autour de Jürgen von Raumer et Gérard Stampfli au début des années 90, et répandu dans la littérature en 1998. Son nom dérive de la domination des Huns car il est constitué de la majeure partie des territoires dévastés par Attila,. L'idée portait sur un seul continent unifié mais la proposition de terranes hunniques, européen et asiatique qui se seraient séparés (à cause d'une faille transformante) s'est peu à peu imposée.

## Description et évolution
La partie occidentale du terrane hunnique européen aurait été attaché au groupe armoricain (avec le terrane Armorica), composée :
- du bloc Aquitain (sud de la France actuelle),
- du bloc Ibérique ou Alboran (comprenant le terrane Iberia ; Espagne, Corse, Sardaigne, et une partie de l'Italie actuelle),
- du bloc Ligéria (Massif Central actuel),
- du bloc Alpin.

Originellement au nord du Gondwana, ils se sont séparés de celui-ci fin de l'Ordovicien/début du Silurien (443 Ma). Ils ont dérivé vers le nord, séparés alors du Gondwana par un proto-océan (la Prototéthys), ils ont fusionné avec la Laurentia, Baltica, Laurussia et la Laurasia, vers la fin du Dévonien/début du Carbonifère (360 Ma), jusqu'au Viséen (340 Ma).

La chaîne hercynienne, au milieu du Carbonifère (avec le trait de côte actuel).

C'est lors de cette collision avec la Laurussia que va se former la chaîne hercynienne (ou chaîne varisque).
La partie orientale était composée du terrane hunnique asiatique, celui-ci s'est séparé du terrane hunnique européen au Dévonien entre 400 Ma et 380 Ma. Ce superterrane était composé :
- du bloc Karakoum-Touran (Turkménistan actuel),
- du bloc Tarin (sud de l’Afghanistan actuel),
- du bloc de la Chine du Nord,
- du bloc Karakoum,
- du bloc Qilian (centre de la Chine actuelle).

### Latitude des superterranes hunniques entre l'Ordovicien et le Carbonifère
Ces superterranes se trouvaient lors de leur séparation du Gondwana, dans l'hémisphère sud. Pendant l'Ordovicien, ils étaient situés à 30° de latitude sud (correspondant à une position entre le pôle Sud et l’Afrique du Sud actuelle), puis lors de leur accrétion à la Laurasie, au Carbonifère, elles se trouvaient au niveau de l’Équateur.

#### Exemples locaux de l'histoire géologique de cette époque
- Géologie de l'Ordovicien au Dévonien sur un site de Roquebrun
- Géologie de l'orogenèse hercynienne sur un site des gorges d'Héric
- Géologie du Carbonifère et chaîne hercynienne et formation du charbon à la Mine de Graissessac